# 베를린 볼랑크슈트라세역
베를린 볼랑크슈트라세역(Bahnhof Berlin Wollankstraße)은 베를린 팡코구 팡코에 위치한 베를린 북부선의 철도역이다. 베를린 장벽이 있었던 시기에 서베를린과 동베를린 경계선 근처에 위치했으며, 역 시설물은 동베를린에 있었으나 출구는 서베를린 방면으로만 개설되어 있었다.

## 역사

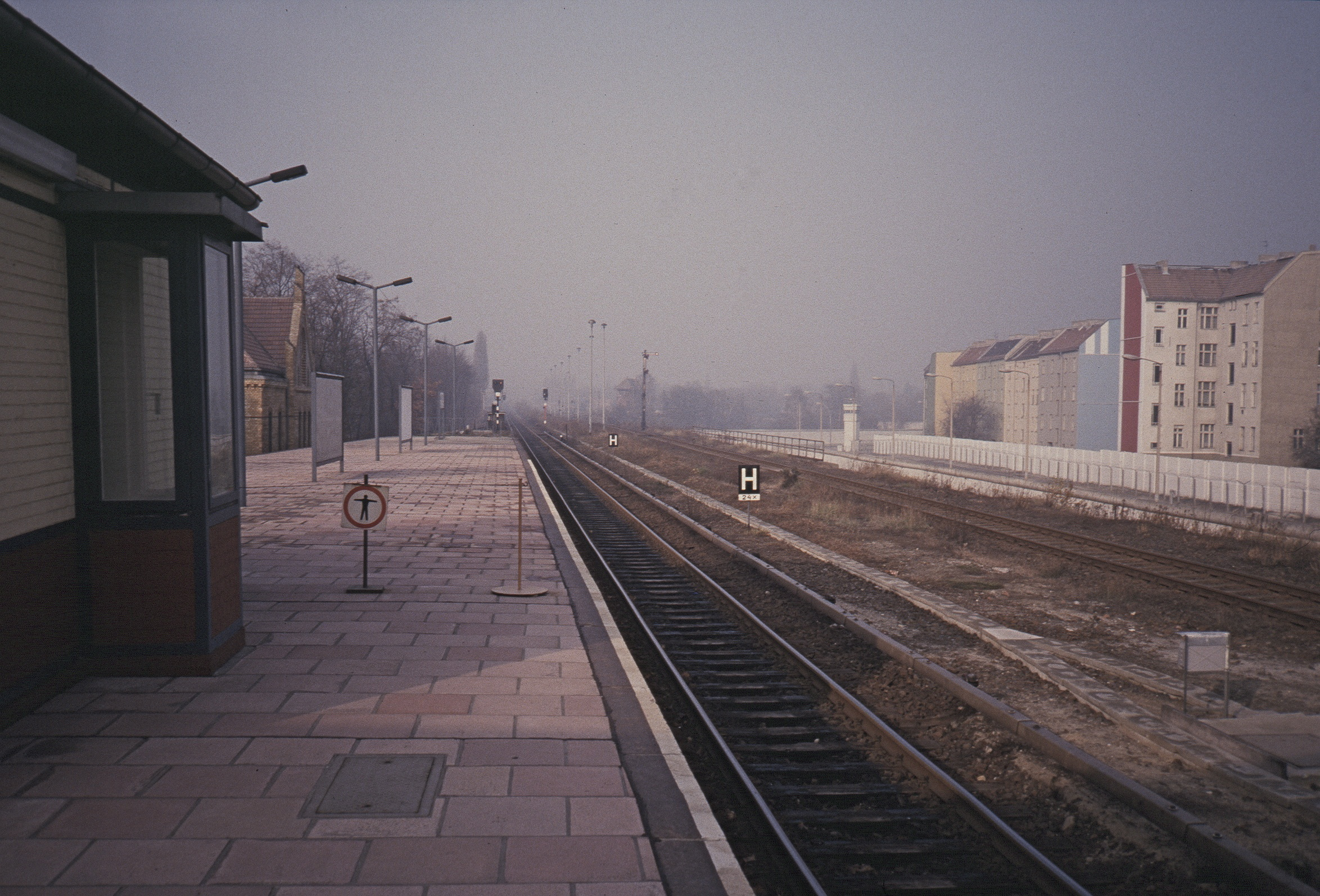
승강장에서 바라본 북쪽, 1986년

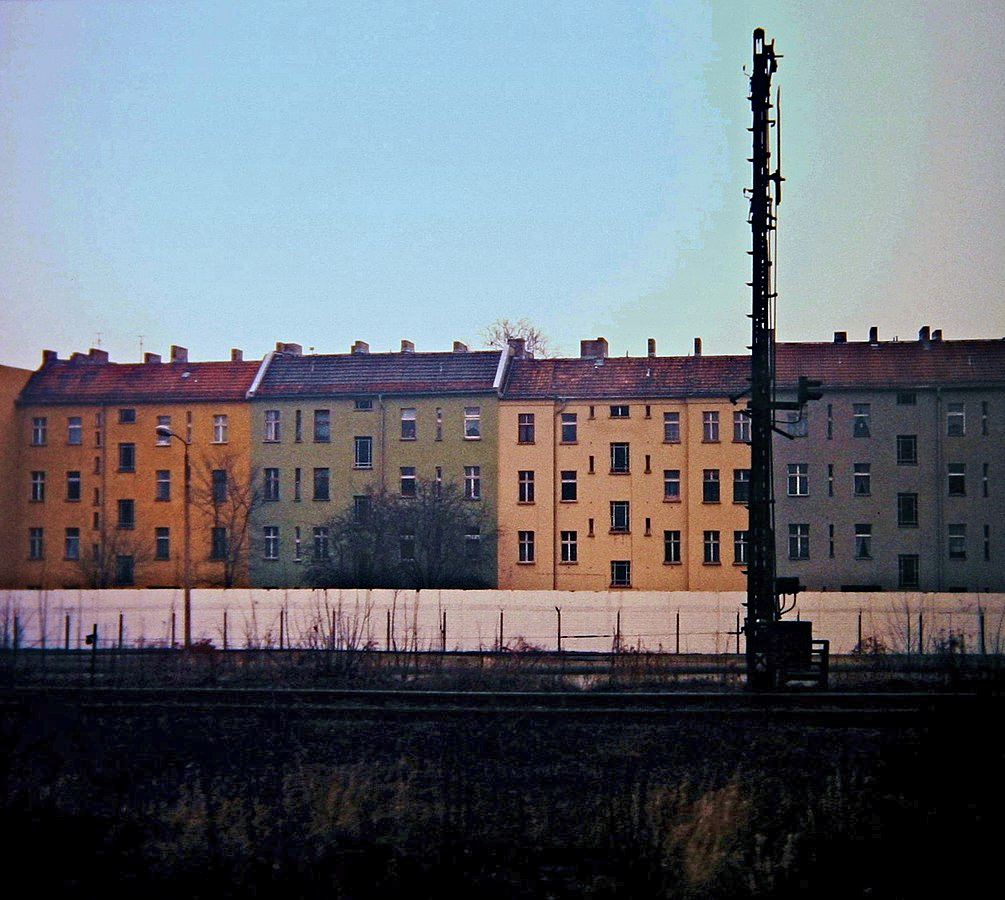
승강장에서 바라본 베를린 장벽, 1988년

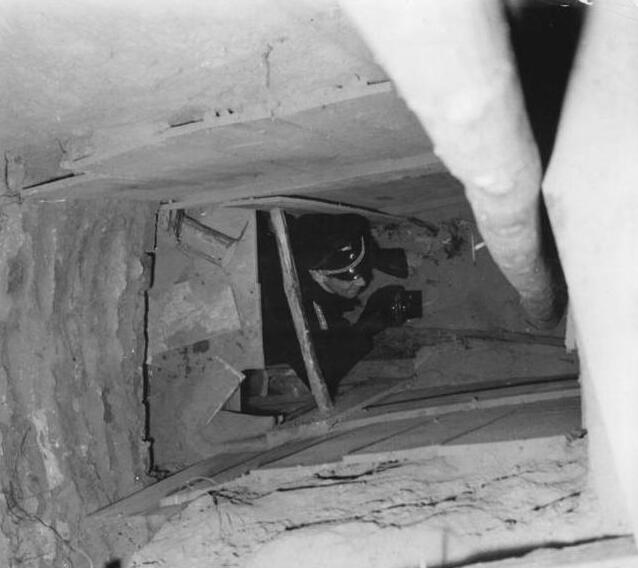
베를린 장벽 탈출 터널 발굴, 1962년

개통 당시에는 프린첸알레(Prinzenallee)역이었으며 1891년까지는 요청 시 정차역이었다. 팡코구와 인접한 위치 때문에 1879년에 팡코 (프린첸알레)(Pankow (Prinzenallee)), 1893년에 팡코 (노르트반)(Pankow (Nordbahn))역으로 개칭되었다. 1911년 5월 1일부터는 부역명이 사라졌다. 1903년에 선로가 제방으로 올라가면서 볼랑크슈트라세 방면으로 주 출입구가 추가되었다. 베를린 북부선에서 최초로 전철화된 구간으로, 1925년 6월 5일부터 근교선 전동차가 운행했다. 1937년 10월 3일에 현재의 역명으로 개칭되었다.
제2차 세계 대전 당시 연합군에 의한 베를린 폭격으로 1945년 4월부터 6월까지 폐쇄되었으며, 전동차 운행은 그 해 7월 19일에 재개되었다.
베를린 장벽 건설 당시 이 역은 서베를린 S반 운행 계통만 운행했으나 역 자체는 동베를린 팡코구에 있었다. 서베를린 경계선에 붙어 있는 출구만 개방되었으며 서베를린 측에서 별도의 검문 없이 사용할 수 있었다. 이 상황에 대한 안내문이 역에 게시되어 있었다. 베를린 장벽은 역 동쪽 근처를 지났기 때문에 동베를린 방면 출구는 폐쇄되었다. 베를린 장벽 건설 초기에는 이 역에서 동베를린을 바라볼 수 있었으며, 후기에는 장벽 일대 무인지대가 설치되었다. 1962년에는 승강장이 침하되면서 S반 노반 아래로 굴착된 동베를린 탈출 터널이 발각되었다.
1984년 1월 9일에 서베를린 BVG에서 영업권을 양도받으면서 당초에는 노선을 폐선하려고 했으나, 프로나우 일대 주민의 반대로 인하여 그 해 10월 1일부터 영업을 재개했다. 역의 지리적 위치 때문에 독일국영철도에서 역 관리권을 계속 가지고 있었고, 통일 이전까지 동베를린에서 역무원이 배치되었다.
역 남동쪽에서 볼랑크슈트라세 도로를 철교로 건너며, 건설 상태 악화로 인하여 새로운 교량을 건설하기 전에 장거리선은 2015년, S반선은 2017년 초부터 임시 교량이 건설되었다. 2023년에 교량 건설 착공이 예정되어 있으며, 건설 비용은 약 2000만 유로로 예상된다. 베를린 시에서는 팡코 방면에서의 접근성 개선을 위해서 2019년 9월에 동부 출입구 건설을 의뢰했다.

## 인접 정차역
베를린 버스 M27, 250, 255번과 환승할 수 있다.
| 베를린 S반                   | 베를린 S반 | 베를린 S반                         |
| ---------------------------- | ---------- | ---------------------------------- |
| 쇤홀츠 오라니엔부르크 방면   | S1         | 보른홀머 슈트라세 반제 방면        |
| 쇤홀츠 헤니히스도르프 방면   | S25        | 보른홀머 슈트라세 텔토 슈타트 방면 |
| 쇤홀츠 바이트만슬루스트 방면 | S85        | 보른홀머 슈트라세 그뤼나우 방면    |